# I'm Outta Love
I'm Outta Love is een nummer van de Amerikaanse zangeres Anastacia. Het is afkomstig van haar eerste album Not That Kind en werd in 2000 uitgebracht als haar debuutsingle.
I'm Outta Love leverde Anastacia direct een internationale doorbraak op. Het werd een nummer 1-hit in Australië en Nieuw-Zeeland, en ook in veel Europese landen was het lied een groot succes. In haar thuisland de Verenigde Staten kwam de single niet verder dan nummer 92.
De videoclip van het nummer werd in oktober 1999 opgenomen in het Park Plaza Hotel in Los Angeles.

## Tracklist
1. I'm Outta Love (Radio Edit) 3:50
2. I'm Outta Love (Hex Hector Radio Edit) 4:04
3. I'm Outta Love (Matty's Soulflower Mix) 5:57
4. I'm Outta Love (Hex Hector Main Club Mix) 8:00
5. I'm Outta Love (Ron Trent's Club Mix)	8:34
6. Baptize My Soul 4:13

## Hitnoteringen

### Nederlandse Top 40
| Hitnotering: week 27 t/m 47 in 2000 | Hitnotering: week 27 t/m 47 in 2000 | Hitnotering: week 27 t/m 47 in 2000 | Hitnotering: week 27 t/m 47 in 2000 | Hitnotering: week 27 t/m 47 in 2000 | Hitnotering: week 27 t/m 47 in 2000 | Hitnotering: week 27 t/m 47 in 2000 | Hitnotering: week 27 t/m 47 in 2000 | Hitnotering: week 27 t/m 47 in 2000 | Hitnotering: week 27 t/m 47 in 2000 | Hitnotering: week 27 t/m 47 in 2000 | Hitnotering: week 27 t/m 47 in 2000 | Hitnotering: week 27 t/m 47 in 2000 | Hitnotering: week 27 t/m 47 in 2000 | Hitnotering: week 27 t/m 47 in 2000 | Hitnotering: week 27 t/m 47 in 2000 | Hitnotering: week 27 t/m 47 in 2000 | Hitnotering: week 27 t/m 47 in 2000 | Hitnotering: week 27 t/m 47 in 2000 | Hitnotering: week 27 t/m 47 in 2000 | Hitnotering: week 27 t/m 47 in 2000 | Hitnotering: week 27 t/m 47 in 2000 | Hitnotering: week 27 t/m 47 in 2000 | Hitnotering: week 27 t/m 47 in 2000 |
| Week:                               | 1                                   | 2                                   | 3                                   | 4                                   | 5                                   | 6                                   | 7                                   | 8                                   | 9                                   | 10                                  | 11                                  | 12                                  | 13                                  | 14                                  | 15                                  | 16                                  | 17                                  | 18                                  | 19                                  | 20                                  | 21                                  |                                     |                                     |
| ----------------------------------- | ----------------------------------- | ----------------------------------- | ----------------------------------- | ----------------------------------- | ----------------------------------- | ----------------------------------- | ----------------------------------- | ----------------------------------- | ----------------------------------- | ----------------------------------- | ----------------------------------- | ----------------------------------- | ----------------------------------- | ----------------------------------- | ----------------------------------- | ----------------------------------- | ----------------------------------- | ----------------------------------- | ----------------------------------- | ----------------------------------- | ----------------------------------- | ----------------------------------- | ----------------------------------- |
| Positie:                            | 34                                  | 18                                  | 9                                   | 4                                   | 4                                   | 4                                   | 3                                   | 3                                   | 5                                   | 8                                   | 7                                   | 7                                   | 12                                  | 13                                  | 14                                  | 16                                  | 16                                  | 16                                  | 19                                  | 29                                  | 29                                  | uit                                 |                                     |

### NederlandseSingle Top 100
| Hitnotering: 10-06-2000 t/m 16-12-2000 | Hitnotering: 10-06-2000 t/m 16-12-2000 | Hitnotering: 10-06-2000 t/m 16-12-2000 | Hitnotering: 10-06-2000 t/m 16-12-2000 | Hitnotering: 10-06-2000 t/m 16-12-2000 | Hitnotering: 10-06-2000 t/m 16-12-2000 | Hitnotering: 10-06-2000 t/m 16-12-2000 | Hitnotering: 10-06-2000 t/m 16-12-2000 | Hitnotering: 10-06-2000 t/m 16-12-2000 | Hitnotering: 10-06-2000 t/m 16-12-2000 | Hitnotering: 10-06-2000 t/m 16-12-2000 | Hitnotering: 10-06-2000 t/m 16-12-2000 | Hitnotering: 10-06-2000 t/m 16-12-2000 | Hitnotering: 10-06-2000 t/m 16-12-2000 | Hitnotering: 10-06-2000 t/m 16-12-2000 | Hitnotering: 10-06-2000 t/m 16-12-2000 | Hitnotering: 10-06-2000 t/m 16-12-2000 | Hitnotering: 10-06-2000 t/m 16-12-2000 | Hitnotering: 10-06-2000 t/m 16-12-2000 | Hitnotering: 10-06-2000 t/m 16-12-2000 | Hitnotering: 10-06-2000 t/m 16-12-2000 | Hitnotering: 10-06-2000 t/m 16-12-2000 | Hitnotering: 10-06-2000 t/m 16-12-2000 | Hitnotering: 10-06-2000 t/m 16-12-2000 | Hitnotering: 10-06-2000 t/m 16-12-2000 | Hitnotering: 10-06-2000 t/m 16-12-2000 | Hitnotering: 10-06-2000 t/m 16-12-2000 | Hitnotering: 10-06-2000 t/m 16-12-2000 | Hitnotering: 10-06-2000 t/m 16-12-2000 | Hitnotering: 10-06-2000 t/m 16-12-2000 |
| Week:                                  | 1                                      | 2                                      | 3                                      | 4                                      | 5                                      | 6                                      | 7                                      | 8                                      | 9                                      | 10                                     | 11                                     | 12                                     | 13                                     | 14                                     | 15                                     | 16                                     | 17                                     | 18                                     | 19                                     | 20                                     | 21                                     | 22                                     | 23                                     | 24                                     | 25                                     | 26                                     | 27                                     | 28                                     |                                        |
| -------------------------------------- | -------------------------------------- | -------------------------------------- | -------------------------------------- | -------------------------------------- | -------------------------------------- | -------------------------------------- | -------------------------------------- | -------------------------------------- | -------------------------------------- | -------------------------------------- | -------------------------------------- | -------------------------------------- | -------------------------------------- | -------------------------------------- | -------------------------------------- | -------------------------------------- | -------------------------------------- | -------------------------------------- | -------------------------------------- | -------------------------------------- | -------------------------------------- | -------------------------------------- | -------------------------------------- | -------------------------------------- | -------------------------------------- | -------------------------------------- | -------------------------------------- | -------------------------------------- | -------------------------------------- |
| Positie:                               | 96                                     | 71                                     | 56                                     | 33                                     | 24                                     | 17                                     | 7                                      | 6                                      | 5                                      | 3                                      | 3                                      | 5                                      | 8                                      | 8                                      | 9                                      | 11                                     | 12                                     | 14                                     | 14                                     | 16                                     | 17                                     | 20                                     | 28                                     | 33                                     | 41                                     | 52                                     | 63                                     | 79                                     | uit                                    |

### VlaamseUltratop 50
| Positie: | 50 | 24 | 14 | 10 | 10 | 11 | 14 | 15 | 16 | 20 | 25 | 32 | 39 | 44 | uit |

### NPO Radio 2 Top 2000
| Nummer met noteringen in de NPO Radio 2 Top 2000 | '01 | '02 | '03 | '04 | '05 | '06 | '07 | '08 | '09 | '10  |
| ------------------------------------------------ | --- | --- | --- | --- | --- | --- | --- | --- | --- | ---- |
| I'm Outta Love                                   | 398 | 256 | 476 | 369 | 489 | 312 | 962 | 462 | -   | 1831 |

1. ↑  Een '-' betekent dat het nummer niet was genoteerd en een vetgedrukt getal geeft de hoogste notering aan.
2. ↑  2001 was het eerste jaar met een notering voor dit nummer.
3. ↑  Deze tabel is bijgewerkt tot en met de laatste editie (2024).